# Internationale Philosophie-Olympiade

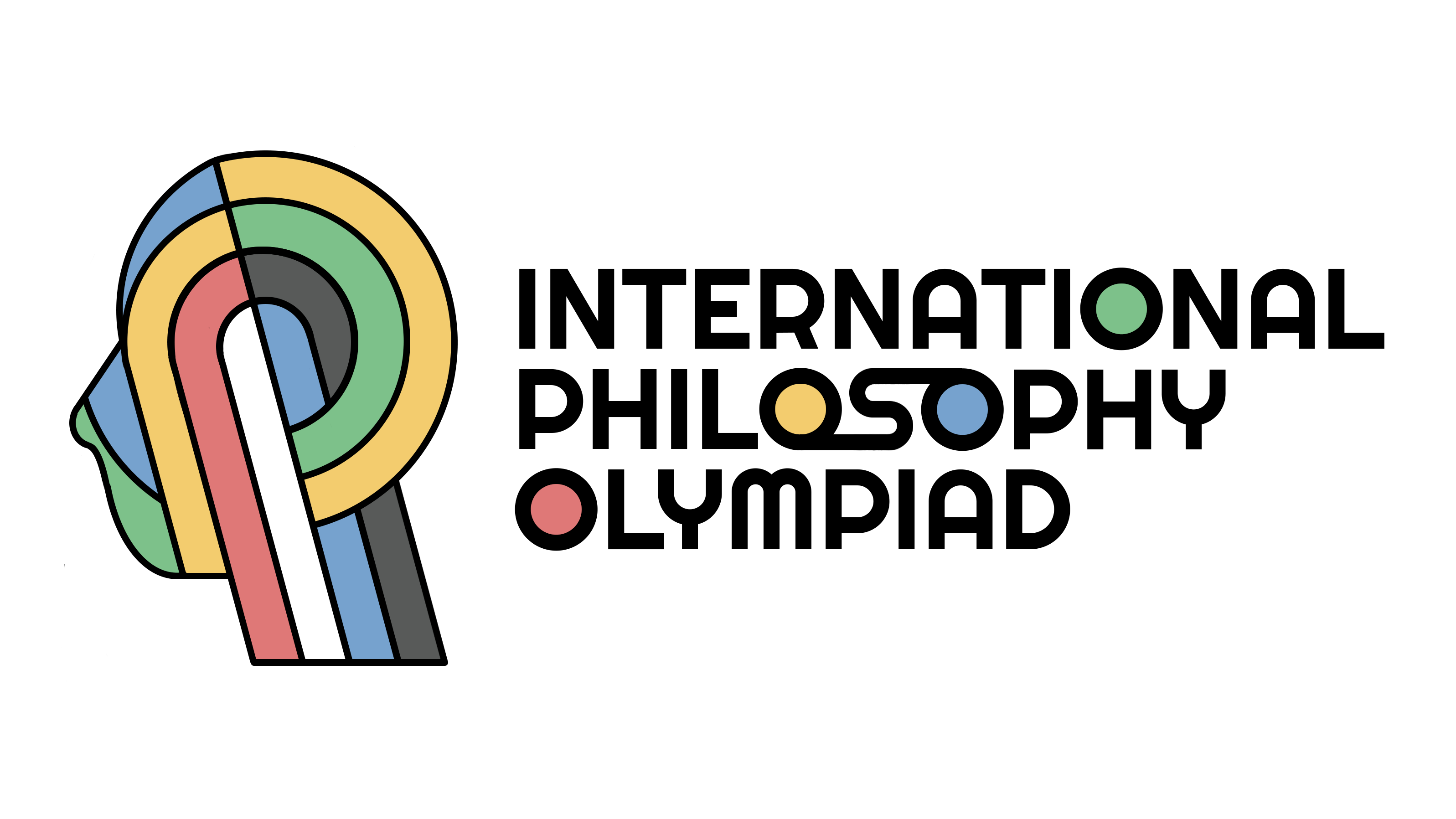
Das Logo der Internationale Philosophie-Olympiade.

Die Internationale Philosophie-Olympiade (IPO) ist ein internationaler Essay-Wettbewerb für Schüler und gehört zu den Wissenschaftsolympiaden. Jedes teilnehmende Land entsendet zwei Kandidaten, das gastgebende Land stellt zehn.

## Geschichte
Die IPO wurde 1993 auf Initiative von Ivan Kolev der Universität Sofia in Bulgarien gegründet. Das Ziel der Olympiade war es, dabei mitzuhelfen, die marxistisch-leninistisch ausgerichteten Schulfächer, die von 1947 bis 1990 in den osteuropäischen Ländern unterrichtet wurden, zu ersetzen. Die erste Olympiade fand 1993 in Smoljan, Bulgarien statt, Es nahmen Delegationen aus drei Ländern teil, aus Bulgarien, Rumänien (von Elena Florina Otet geleitet) und die Türkei (von Nuran Direk geleitet). In der zweiten Ausgabe, die 1994 in Petritsch, Bulgarien, abgehalten wurde, kamen Delegationen aus zwei weiteren Ländern hinzu: Polen (von Władysław Krajewski geleitet) und Deutschland (von Gerd Gerhardt geleitet). Zusammen mit Ungarn (Leiter: Katalin Havas) gründeten dieses Länder die IPO. Die IPO erhielt Unterstützung von der UNESCO. Seit 2001 wird die IPO von der Fédération Internationale des Sociétés de Philosophie (FISP) und der UNESCO getragen.
2012 an der IPO in Oslo, Norwegen, stieg die Anzahl der teilnehmenden Länder um einen Drittel auf 40. Die für 2020 (und 2022 für die IPO Austria) in Lissabon geplante IPO konnte aufgrund der Auswirkungen der Corona-Pandemie nicht ausgeführt werden. Stattdessen wird von Slowenien eine elektronische IPO (e-IPO) organisiert.

## Logo
Das Logo der Internationalen Philosophie-Olympiade (IPO) ist das Ergebnis eines Design-Wettbewerbs, der zum ersten Mal 2024 während der Olympiade in Helsinki ausgeschrieben wurde: der IPO Logo Contest. Bis dahin hatte die IPO kein offizielles visuelles Erscheinungsbild. Der Wettbewerb wurde initiiert, um der IPO ein Symbol zu geben, das ihr Erbe und ihre Ideale verkörpert.

Der von Sacha Pierluigi eingereichte Logovorschlag, der von den Teilnehmern der IPO 2024 in Helsinki gewählt wurde.

Der Designvorschlag von Sacha Pierluigi, einem 17-jährigen Mitglied der französischen Delegation, wurde von den Teilnehmern und dem Auswahlkomitee zum Sieger des IPO-Logo-Wettbewerbs gewählt. Sein Logo wurde aufgrund seiner modernen Interpretation und seiner Fähigkeit, den Geist der Philosophie und der intellektuellen Einheit einzufangen, ausgewählt. Das Logo steht für das Engagement junger Menschen auf der ganzen Welt für intellektuelle Reflexion und interkulturellen Dialog - Werte, die das Herzstück der IPO bilden.
Das neue Logo wird ab dem Jahr 2025 offiziell von der IPO übernommen, was eine neue Ära für die Organisation einleitet und eine einheitliche visuelle Identität für künftige Ausgaben der Veranstaltung schafft. Das Logo soll eines der wenigen existierenden Symbole der Philosophie werden, das mehrere Philosophien unter einem gemeinsamen Banner vereint.

## Ablauf der Qualifikation in deutschsprachigen Ländern
Die Qualifikation zur IPO ist in den drei deutschsprachigen Ländern Deutschland, Österreich und der Schweiz trotz kleinerer nationaler Abweichungen sehr ähnlich.
Als Gründungsland nimmt Deutschland seit 1994 regelmäßig an der IPO teil. Die Qualifikation erfolgt im Bundesland Nordrhein-Westfalen über ein zweistufiges Verfahren und wird als Essay-Wettbewerb ausgeschrieben. Aus den bis zum 6. Dezember eingesandten Essays des Landeswettbewerbs werden aus jedem der fünf Regierungsbezirke vier Essays ausgewählt. 
Österreich war als teilnehmendes Land erstmals 2005 in Warschau (Polen) bei der IPO vertreten. 2004 war allerdings bereits ein Österreicher als Mitglied der deutschen Delegation in Seoul (Südkorea) mit dabei.
Die Qualifikation erfolgt über ein zweistufiges Verfahren. In der ersten Stufe, dem Landeswettbewerb, werden die Autoren der zwei oder drei besten Essays jedes Bundeslandes ausgewählt. Diese werden zur Philosophie-Akademie eingeladen, in deren Rahmen der Bundeswettbewerb stattfindet. Durch einen weiteren Essaywettbewerb werden zwei Teilnehmer für die IPO ermittelt.
Die Schweiz war erstmals 2006 in Cosenza (Italien) bei der IPO vertreten. Die Qualifikation der Schweizer Philosophie-Olympiade erfolgt über ein dreistufiges Verfahren: Erste Runde, Halbfinals, Nationaler Final. Aus den eingesendeten Essays der ersten Runde werden die besten ausgewählt und deren Autoren zu Halbfinals eingeladen. Hier können sich die Kandidierenden für das nationale Finale qualifizieren. In diesem werden die zwei Teilnehmer für die IPO ausgewählt.

## Ablauf des Wettbewerbs
In der Regel findet der Wettbewerb am ersten Tag nach der Ankunft am Austragungsort statt. Es muss ein philosophischer Essay zu einem von vier vorgegebenen Themen verfasst werden. Dies muss in den Sprachen Deutsch, Englisch, Französisch oder Spanisch geschehen, jedoch darf die gewählte Sprache weder Mutter- noch Amtssprache des Herkunftslandes sein. Die Essays werden von den mitgereisten Lehrern sowie von Vertretern der FISP beurteilt. Die besten Essays werden mit Gold-, Silber- und Bronzemedaillen oder Auszeichnungen (Honourable Mention) belohnt.
Bisherige Austragungsorte und Auszeichnungen:
| Nr. | Jahr | Austragungsort               | Gold                                                                                     | Silber | Bronze | Honourable Mention |
| --- | ---- | ---------------------------- | ---------------------------------------------------------------------------------------- | --- | --- | --- |
| 1   | 1993 | Smoljan (Bulgarien)          |                                                                                          | | | |
| 2   | 1994 | Petritsch (Bulgarien)        |                                                                                          | | | |
| 3   | 1995 | Stara Zagora (Bulgarien)     | Andrea Fortuna Katya Todorova                                                            | Mateusz Olszewski | Elisaveta Varbanova | |
| 4   | 1996 | Istanbul (Türkei)            |                                                                                          | | | |
| 5   | 1997 | Warschau (Polen)             |                                                                                          | | | |
| 6   | 1998 | Braşov (Rumänien)            |                                                                                          | | | |
| 7   | 1999 | Budapest (Ungarn)            |                                                                                          | | | |
| 8   | 2000 | Münster (Deutschland)        | Ognyan Kassabov (BUL)                                                                    | Gianluca Rossi (ITA) | Boris Popivanov (BUL) | |
| 9   | 2001 | Philadelphia (USA)           | Ute Scholl (DEU)                                                                         | Laura Lapierre (VEN) | Felix von Lehmden (DEU) | |
| 10  | 2002 | Tokio (Japan)                | Silvia Crupano (ITA)                                                                     | Vasilescu Ion Gheorghe (ROM) | Akse Pettersson (FIN) | |
| 11  | 2003 | Buenos Aires (Argentinien)   | Torsten Schoeneberg (DEU)                                                                | Sergio Barberis (ARG) | Gabriel Abelof (ARG) | Sarah Helduser (DEU), Mete Tuczu (TUR), Hyun Lee (KOR), Francesco D'Acunto (ITA), Wojciech Orowiecki (POL), Andrei Poama (ROM), Sezen Kayhan (TUR) |
| 12  | 2004 | Seoul (Südkorea)             | Leopold Hess (POL)                                                                       | Joanna Kusiak (POL), Lukas Steinacher (AUT), Mert Bahadir Reisoglu (TUR) | Seungwon Chang (KOR), Matija Lavrinc (SVN), German Diaz (ARG), Valeriya T. Vitkova (BUL), Elena Bellodi (ITA), David Kovacs (HUN), Andreea Elena Simion (ROM)                             | |
| 13  | 2005 | Warschau (Polen)             | Mikolaj Ratajczak (POL), Tomasz Przezdziecki (POL), Alexandru Marcoci (ROM)              | Marta Sznajder (POL), Antti Saarilahti (FIN), Nora Labo (ROM) | David Himler (AUT), Patricio Kingston (ARG), Woo Chan Lee (KOR), Jutta Obertegger (ITA), Jae Won Choi (KOR)                                                                               | Roberta Di Nanni (ITA), Agnieszka Kurzemska (POL), Marcin Kotowski (POL) |
| 14  | 2006 | Cosenza (Italien)            | Efe Murat Balikcioglu (TUR)                                                              | Mateusz Chaberski (POL) | Saila Kakko (FIN) | Alexander Johann (DEU), Santiago Auat (ARG), Stefano Burzo (ITA), Margherita Busti (ITA), Anna Drozdowicz (POL), Florin-Radu Gogianu (ROM), Carmen Kautto (FIN), Conrad Krausche (SUI), Maximilian Huber (AUT), Sara Musi (ITA), Shapira Shiri (ISR), Andras Schuller (HUN), Joseph Steinlechner (AUT), Daniel Thoms (DEU), Peter Ujma (HUN), Christian Danielov Vatchkov (BUL) |
| 15  | 2007 | Antalya (Türkei)             | Zeynep Pamuk (TUR)                                                                       | Daria Cybulska (POL), Stefan Stefanovic (SRB) | Alexander Johann (DEU), Martin Hergouth (SLO), Soh Hyun-Min (KOR) | Elena Alexandra Corbu (ROM), Matthias Hoernes (AUT), Milena Alexandrova Alexandrova (BUL), Filip Taterka (POL), Clara Kropivsek (SLO), Corina Cristine Lefter (ROM), Heidi Meriste (EST), Luca Vegetti (ITA), Bernát Iváncsics (HUN), Christoph Schachenhofer (AUT), Nanako Kurioka (JPN) |
| 16  | 2008 | Iaşi (Rumänien)              | Jan Seidel (DEU) Sergiu Matei Lucaci (ROM), Maria Alexandra Baneu (ROM)                  | Conrad Krausche (SUI), Heta Nuutinen (FIN), Andrea Beghini (ITA), Michal Godziszewski (POL) | Arina Cristina Baibarac (ROM), Helene Sorgner (AUT), Denis Tramonte (ITA,) Tal Yankovitz (ISR), Kristina Kashfullina (RUS)                                                                | Perczel János (HUN), Vallari Sawant (IND), Adrian Cristian Ardelean (ROM), Toth Olivér István (HUN), Maria Ciurchea (ROM), Antoine Vuille (SUI), Yuval David Hananel (ISR), Illia Gorbachev (RUS), Lukas Paltanavicius (LTU), Dalius Petrulionis (LTU), Sebastian Köthe (DEU) |
| 17  | 2009 | Helsinki (Finnland)          | Sarri Nironen (FIN)                                                                      | Eliza Tymianska (POL) Petar Penev (BUL) | Kristina Kashfullina (RUS) Luiza Pasca (ROM) | Hyun-Kyu Kim (KOR), Ayse Dilek Izek (TUR), Pietari Kupiainen (FIN), Patrick Mujunen (FIN) |
| 18  | 2010 | Athen (Griechenland)         | Aljaž Jelenko (SVN)                                                                      | Kacper Kowalczyk (POL), Jae Hyun Yoo (KOR) | Valeriu Alexandru Cuc (ROM), Josef Piras (ITA) Tibor Backhausz (HUN) | Anita Ignatova (BUL), Nikolina Budan (HRV), Anna Smertina (EST), Paul Kuuse (EST), Karoliina Juulia Pulkkinen (FIN), Tapani Pulkkinen (FIN), Platias Nikolaos (GRC), Chitra Adkar (IND), Alessio Rocca (ITA), Tae Heun Kim (KOR), Ignas Rubikas (LIT), Erik Ramberg (NOR), Henning Rognlien (NOR), Irina Horodinca (ROM), Muriel Leuenberger (SUI), Firat Akova (TUR) |
| 19  | 2011 | Wien (Österreich)            | Nikolaj Møller (DNK)                                                                     | Chang Hyun Choi (KOR) José Rodrigues (PRT) | Niklas Plaetzer (DEU) Sakari Nuuttila (FIN) Stavros Orfeas Zormbalas (GRC) | Mustafa Ayçiçegi (TUR), Tibor Backhausz (HUN), Franziska Bahl (AUT), Miguel de la Riva (DEU), Cristina Costina Diamant (ROM), Vanessa Gstrein (AUT), Milana Kostic (SRB), Jwa Seong Lee (KOR), Luka Mikec (HRV), Dominykas Milašius (LTU), Patrick Mokre (AUT), Junho Oh (CAN), Thierry Schütz (SUI), Barbara Šoda (HRV), Marie Vestergaard-Thomsen (DEN) |
| 20  | 2012 | Oslo (Norwegen)              | Sarah Yoon (KOR), Tadas Kriščiūnas (LTU)                                                 | Jeff Granhøj (DEN), Aleksi Korpela (FIN), Myrto Vlazaki (GRE), Nishith Bharat Khandwala (IND), | Niklas Plaetzer (Deutschland), Abhinav Suresh Menon (IND), Stian Follevaag Ersvær (NOR),                                                                                                  | Kasper Siim Viftrup (DEN), Vaclav Masek Sánchez (GUA), Guy Yassor (ISR), Sun Young Hwang (KOR), Justine Zepa (LAT), Michail Sklaskis (LTU), Djuro Ilic (MNE), Sadaf Soloukey (NL), Lars Borge Hellesylt (NOR), Diogo José Martins Lopes (POR), Corina Ezaru (ROM), Darko Peric (SRB), |
| 21  | 2013 | Odense (Dänemark)            | Róbert Palasik (HUN)                                                                     | Theo Anders (AUT), Abhinav Menon (IND), Hye Jin Lee (KOR) | Petra Požgaj (KRO) | Juan Nigri (ARG), Esteban van Volcem (BEL), Martin Kamenov Iliev (BUL), Anton Thorell Steinø (DEN), David Therkildsen (DEN), Magnus Baunsgaard Kris (DEN), Ida Mosegaard (DEN), Märt Belkin (EST), Neal Graham (Deutschland), Jonathan Krude (Deutschland), Maria Oikonomoy-Makrygianni (GRE), Lauris Zvirbulis (LAT), Misa Skalskis Lithuania Dominika Pankow (POL), José Forte (POR), Vraciu Cosmin Petru (ROM), Denis Horvat (SLO), Léonore Stangherlin (SWI), Patrick Côté (SWI) |
| 22  | 2014 | Vilnius (Litauen)            | Vulpe dan Cristian (ROM), Elina Karastie (FIN), Jakob Gomolka (DEU), Lukas Jonuška (LIT) | Jacob Karlsson Lagerros (SWE), Beatriz Santos (POR), Iván György Merker (HUN), Abhishek Dedhe (IND), João Madeira (POR), Tadas Temčinas (LIT), Radosław Jurczak (POL), Chagajeg Soloukey Tbalvandany (NED) | Benedikt Zöchling (AUT), Rafail Zoulis (GRE), Maša Marić (CRO), Justinas Mickus (LIT), Janko Zeković (MON), Francisco Ríos Vinuela (SPA), Bernt Johan Damslora (NOR), Jani Patrakka (FIN) | Federico Aguilar (ARG), Chan Park (KOR), Sophus Svarre Rosendahl (DEN), Viviana de Santis (ITA), Yuki Kanai (JAP), Martin Molan (SLO), Marta-Liisa Talvet (EST), Rūta Karpauskaitė (LIT), Vraciu Cosmin Petru (ROM) |
| 23  | 2015 | Tartu (Estland)              | Iván György Merker (HUN), Antti Autio (FIN)                                              | Chagajeg Soloukey Tbalvandany (NED), Eleftherios Chatzitheodorides (GRE), David Gjorgoski (MAC), Martin Molan (SLO), Sandro Huber (AUT), Neven Borak (SLO), Abhishek Dedhe (IND), Öznur Hancı (TUR)        | Ludovico Machet (ITA) Dārta Paula Šveisberga (LAT) Rosaria Caddeo (ITA) Stanisław Jędrczak (POL) Teodora Groza (ROM) Anda Maria Zahiu (ROM)                                               | Ivona Janjic (SER), Antonina Jamrozik (POL), Ana Bellamy (GUA), Augustė Saladytė (LIT), Konstantin Krasimirov Tumanov (BUL), Lara Gafner (SWI), Helen Maria Raadik (EST), Liisi Voll (EST), Petar Soldo (CRO), Niklas Uhmeier (DEU), Fredrik Johnsson (SWE), Zsolt Hegyesi (HUN), Kyu Bo Shim (KOR), Ragna Heyne (DEU), Viachaslau Verashchahin (BEL), Nadal Abril Lucia Molina (ARG), Alžběta Vítková (CZE), Audun Rugstad (NOR), Deyan Kirilov Madzharski (BUL) |
| 24  | 2016 | Gent (Belgien)               | hsan Barış Gedizlioğlu Eui Young Kim , Jungho Choi                                       | Hana Samaržija Teodora Groza, Johanna U. Marstrander, Drishtti Rawat | Fabian Strobel, Svit Komel, Matthijs de Jong, Sarp Çelikel, Sara Pyykölä | Liwia Rogalewicz, Anna Morandini, Tathagat Bhatia, Sonja Stiebahl, Alexandre Eira, Uladzislau Voinich, Anna Skácelová, Ábrahám Horváth, Jan Brändle, Matija Pušnik, Roberta Del Pezzo, Andreea Ioana Aelenei, Matthias Verlinden, Emil Kotzev, Lilja Valtonen, Aistė Grušnytė, Helo Liis Soodla, Tomoki Ishikawa, Daan Van Cauwenberge, Ruben Algoet, Pavel Belkevich, Polina Perova, Frederico Cardoso, Sol Gigena |
| 25  | 2017 | Rotterdam (Niederlande)      | Mor Divshi Nóra Schultz, Milan Milenović                                                 | Álvaro Salgado Carranza, Hrvoje Kožić, Victor Mordhorst, Rosalie Looijaard, Mihnea Bâlici | Michal Karlubik, Konstantinos-Marios Konstantinou, Arth Gupta, Kaarel Hänni, Crista Erales                                                                                                | Carolien Krekt, Antonio Piltcher, Reinis Cirpons, Isaias Moser, Edoardo Calvello, Leonie Hong, Tathagat Bhatia, Amanda Häkkinen, Laura Evers, Lóránt Kiss, Baoyi Ni, Vasilen Vasilev, Boris Janevski, Martina Fridl, Simon Derudder, Danilo Djukanovic, Karolina Bassa, Ajuna Soerjadi, Franciszek Cudek, Arkadiy Saakyan |
| 26  | 2018 | Bar (Montenegro)             | Radka Pallová, Amanda Häkkinen, Michal Karlubik                                          | Yastika Guru, Freja Værnskjold Dzougov, Álvaro Lopes | Martina Fridl, Yoshiyuki Ishikawa, Sagnik Anupam, Mihail Larkov, Daantje de Leur | Luis Anngel Meza-Chavarría, Tobias Heidenreich, Monique Murer, Terachet Rojrachsombat, Stefan Capmare, Zhengyu Ging, Tzu Kit Chan, Maria Sara Fraser, Iulia Natalia Mitrache, Paulina Kaczyńska, Gaeun Kim, Javier Sanz González, Martin Topić, Paul Johannes Kalda, Meggy Michaud, Thomas Valerio, Valerija Baždar |
| 27  | 2019 | Rom (Italien)                | Ksenia Korotenko, Victor Mršić                                                           | Bendik Hovet, Kenneth Martin, Manya Bansal, Yanying Lin | Duarte Lourenco Marcos Correia Amaro Marija Brašanac, Mehmet Tüfek, Noam Furman, Rei Yatsuhashi, Tomaž Žgeč, Tuomas Ansio                                                                 | Bruno Zarate Scheinsohn, Shuyan Wang, Jan Štohanzl, Richard Křesina, Clara Luna Nordahl Bang, Bolø Minik Christoffersen, Hans Kristjan Veri, Mathilde Loiseleur, Lars Krappel, Yastika Guru, Agnese Galeazzi, Melania El Khayat, Giulia Franchi, Massimo Bertolotti, Yuki Kumagae, Hyoseo Lauren Yoon, Rihards Ošenieks, Orestas Razumas, Diogo Pinto Nogueira, Muhammad Amir Rafiq Rafee, Aleksa Petkovic, Santiago Altamirano Salcedo, Dianique Poppe, Beatriz Tiago, Victor-Ioan Popa ,Horia-Ștefan Lixandru, Tamara Milić, Richard Vaško, Krištof Ocvirk, Sofía Medina Plasencia, Oona Nim Kumah Wälti, Defne Hadiş, Etta Selim |
| 28  | 2022 | elektronische IPO (Lissabon) | Ginger Brugger (AUT) Giulia Pession (ITA) Tobias Willee (DE)                             | | | |